# Casanova (album)
Az 1996-os Casanova a The Divine Comedy negyedik nagylemeze. Meghozta az együttes számára a kereskedelmi áttörést. 1997 júliusában kapta meg az arany minősítést. Ezt elősegítette az együttes első kislemeze, a Something for the Weekend, amely a listák 13. helyére jutott. A másik két kislemez, a Becoming More Like Alfie és a The Frog Princess a 27. és 15. helyig jutott.
Az album szerepel az 1001 lemez, amit hallanod kell, mielőtt meghalsz című könyvben.

## Témák
Zeneileg eltér az előző album hagyományos hangzásától. A fő téma a szex, amely köré az összes dal épül, kivéve a The Dogs and the Horses-t, amely az album utolsó dala; témája a halál.
Az első dal "Hello"-val kezdődik, az utolsó "Goodbye"-jal ér véget.

## Rögzítés
A Casanova munkálatai tartottak a legtovább a The Divine Comedy albumai közül, így többe is került azoknál. A Setanta hajlandó volt eleget tenni Neil Hannon vágyainak, ezért a The Dogs and the Horses-on egy zenekar is közreműködött (a számot az Abbey Road Studios-ban rögzítették).
Ez volt az első album, amelyen a teljes felállás szerepel: Neil Hannon, Joby Talbot, Stuart 'Pinkie' Bates, Rob Farrer, Bryan Mills. Talbot szerepe egyre nőtt az együttesben, ő hangszerelte a The Dogs and the Horses dalt, és a Theme from Casanova hangszerelésénél is közreműködött.

## Az album dalai
|     | Cím                                | Szerző(k)   | Hangszerelés        | Hossz |
| --- | ---------------------------------- | ----------- | ------------------- | ----- |
| 1.  | Something for the Weekend          | Neil Hannon | Hannon              | 4:19  |
| 2.  | Becoming More Like Alfie           | Hannon      | Hannon              | 2:59  |
| 3.  | Middle-Class Heroes                | Hannon      | Hannon              | 5:26  |
| 4.  | In and Out of Paris and London     | Hannon      | Hannon              | 3:27  |
| 5.  | Charge                             | Hannon      | Hannon              | 5:27  |
| 6.  | Songs of Love                      | Hannon      | Hannon              | 3:26  |
| 7.  | The Frog Princess                  | Hannon      | Hannon              | 5:13  |
| 8.  | A Woman of the World               | Hannon      | Hannon              | 4:12  |
| 9.  | Through a Long and Sleepless Night | Hannon      | Hannon              | 6:12  |
| 10. | Theme from Casanova                | Hannon      | Hannon, Joby Talbot | 5:51  |
| 11. | The Dogs and the Horses            | Hannon      | Talbot              | 5:14  |

## Közreműködők
- John Allen – cseleszta, fütty
- Darren Allison – ütőhangszerek, dob, producer, hangmérnök, keverés
- Kathy Brown – cselló
- Jane Butterfield – harsona
- Andy Chase – producer, hangmérnök, keverés
- Emile Chitikov – hegedű
- Ian Cooper – mastering
- Eos Counsell – hegedű
- Rob Crane – design
- Alison Fletcher – hegedű, brácsa
- Anna Giddey – hegedű
- Charlotte Glasson – brácsa
- Ruth Goldstein – cselló
- Tom Gurling – hangmérnökasszisztens
- Neil Hannon – basszusgitár, gitár, ütőhangszerek, zongora, hangszerelés, Hammon orgona, ének, producer, üstdob, művészi vezető, wurlitzer
- Rebecca Hayes – hegedű
- Robin Hayward – tuba
- Yuri Kalnitz – hegedű
- Robbie Kazandjian – hangmérnökasszisztens
- Mark Knight – hegedű
- Alex McRonald – fuvola
- Bryan Mills – basszusgitár
- Paul Mysiak – hangmérnökasszisztens
- Darren Nash – hangmérnökasszisztens
- Gerard Navarro – hangmérnökasszisztens
- Gareth Parton – hangmérnökasszisztens
- Alex Postlethwaite – hegedű
- Alice Pratley – hegedű
- Alice Reynolds – nevetés
- Joe Richards – cselló
- Adrian Roach – oboa
- Laura Samuel – hegedű
- Padraic Savage – hegedű
- Chris Scard – hangmérnökasszisztens
- Joby Talbot – zongora, hangszerelés, karmester, altszaxofon
- Titch Walker – trombita
- Jane Watkins – cselló
- Kevin Westenberg – művészi vezető, fényképész
- Chris Worsey – cselló

## Fordítás
Ez a szócikk részben vagy egészben a Casanova (album) című angol Wikipédia-szócikk ezen változatának fordításán alapul.  Az eredeti cikk szerkesztőit annak laptörténete sorolja fel. Ez a jelzés csupán a megfogalmazás eredetét és a szerzői jogokat jelzi, nem szolgál a cikkben szereplő információk forrásmegjelöléseként.